# Паськів
Па́ськів — село в Україні, у Черкаському районі Черкаської області, підпорядковане Набутівській сільській громаді. Розташоване за 2 км від залізничної платформи Саморідня. У селі мешкає 5 людей.